# Гренада на Олімпійських іграх
Гренада бере участь в Олімпійських іграх, починаючи з 1984. Відтоді країна посилала свою спортивну делегацію на всі літні Ігри. У зимових Олімпійських іграх Гренада ще не брала участі. Національний олімпійський комітет Гренади засновано й визнано 1984 року.
Свою першу олімпійську медаль, золоту, Гренада отримала на літніх Олімпійських іграх 2012 завдяки бігуну на 400 м Кірані Джеймсу.

## Таблиці медалей

### Медалі за літніми Іграми
| Ігри                | Спортсменів | Види спорту    | Види спорту | Види спорту | Види спорту |   |   |   | Разом | Місце |
| Ігри                | Спортсменів | Легка атлетика | Плавання    | Бокс        | Тхеквондо   |   |   |   | Разом | Місце |
| ------------------- | ----------- | -------------- | ----------- | ----------- | ----------- | - | - | - | ----- | ----- |
| Лос-Анджелес 1984   | 1           | 1              | -           | -           | -           | 0 | 0 | 0 | 0     | -     |
| Сеул 1988           | 1           | 1              | -           | -           | -           | 0 | 0 | 0 | 0     | -     |
| Барселона 1992      | 2           | 2              | -           | -           | -           | 0 | 0 | 0 | 0     | -     |
| Атланта 1996        | 5           | 5              | -           | -           | -           | 0 | 0 | 0 | 0     | -     |
| Сідней 2000         | 3           | 2              | 1           | -           | -           | 0 | 0 | 0 | 0     | -     |
| Афіни 2004          | 5           | 3              | 2           | -           | -           | 0 | 0 | 0 | 0     | -     |
| Пекін 2008          | 9           | 8              | -           | 1           | -           | 0 | 0 | 0 | 0     | -     |
| Лондон 2012         | 10          | 8              | 1           | -           | 1           | 1 | 0 | 0 | 1     | 50    |
| Ріо-де-Жанейро 2016 | 7           | 5              | 2           | -           | -           | 0 | 1 | 0 | 1     | 69    |
| Всього              | Всього      | Всього         | Всього      | Всього      | Всього      | 1 | 1 | 0 | 2     | 98    |

### Медалі за видом споту
| Вид спорту     | Золото | Срібло | Бронза | Загалом | Місце |
| Легка атлетика | 1      | 1      | 1      | 59      |       |
| Всього         | 1      | 1      | 1      | 3       | 98    |

## Медалісти
| Медаль | Спортсмени    | Ігри        | Вид спорту     | Дисципліна             |
| ------ | ------------- | ----------- | -------------- | ---------------------- |
| Золото | Кірані Джеймс | Лондон 2012 | Легка атлетика | біг на 400 м, чоловіки |
| Срібло | Кірані Джеймс | Ріо 2016    | Легка атлетика | біг на 400 м, чоловіки |